# オーティス・デービス
オーティス・デービス（Otis Crandall Davis、1932年7月12日 - 2024年9月14日）は、アメリカ合衆国アラバマ州出身の陸上競技選手。1960年ローマオリンピックの金メダリストである。

## 経歴
デービスは、バスケットボールの選手であり、陸上をはじめたのはオレゴン大学在学中の26歳のときであった。ほかの強豪選手は、高校生のときかそれ以前から競技をはじめることが普通であるのに比べるとかなり遅く競技を始めたこととなる。
陸上をはじめてから2年後、デービスは1960年はローマオリンピック出場を果たす。400mの決勝はドイツのカール・カウフマンとの一騎討ちとなる。両者は同タイムの激戦を展開、ほんのわずかの差でデービスはカウフマンを下し金メダルを獲得。優勝タイムは史上初めて45秒の壁を破る、44.9秒の世界新記録であった。デービスは2日後に行われた4×400mリレーで再びカウフマンと対戦し、カウフマンのいるドイツチームを返り討ちにし、アメリカは3分02秒2の世界新記録を達成。デービスは2つめの金メダルを獲得した。
2024年9月14日に死去。92歳没。